# René Crevel
René Crevel (Parigi, 10 agosto 1900 – Parigi, 18 giugno 1935) è stato un poeta francese surrealista.

## Biografia
Nacque in una famiglia della piccola borghesia transalpina che fu per lui fonte di numerosi episodi spiacevoli: il padre, tipografo, si suicidò nel 1914; la madre, molto cattolica, ebbe con René un pessimo rapporto, il fratello, malato di tubercolosi, morì giovanissimo.
Crevel si laureò in filosofia all'Università di Parigi e collaborò con varie riviste letterarie.
Tra la fine degli anni dieci e l'inizio degli anni venti condusse una vita piuttosto disordinata e mondana, che tuttavia gli permise di conoscere Klaus Mann (figlio del più celebre Thomas), che s'innamorò di lui, e soprattutto André Breton, il teorico del surrealismo che lo fece entrare nel suo movimento (1925).
Dopo essersi iscritto al Partito Comunista Francese nel 1924 Crevel pubblicò la sua prima opera Détours (Deviazioni).
Nel 1925, anno della pubblicazione del romanzo Mon corps et moi (Il mio corpo e me), iniziò una tempestosa storia d'amore con il pianista e pittore statunitense Eugene MacCown, che probabilmente venne usata dai surrealisti (che non vedevano affatto di buon occhio la sua omosessualità, anche se nel suo caso forse sarebbe più corretto parlare di bisessualità) come pretesto per espellerlo dal gruppo nell'ottobre dello stesso anno.
Nel 1926, dopo la pubblicazione di La Mort difficile (La morte difficile), Crevel si accorse di essere anch'egli malato di tubercolosi (la madre era deceduta nello stesso anno proprio a causa di quella terribile malattia).
Nonostante ciò continuò a pubblicare numerose opere, tra cui ebbero particolare successo Êtes-vous fous? (Siete pazzi?) del 1929 e Les pieds dans le plat (I piedi nel piatto, espressione colloquiale francese per indicare una gaffe) del 1933.
Rimanendo fedele ad André Breton, tentò di accordare gli obiettivi di comunisti e surrealisti.
Nel 1934 si legò sentimentalmente a Tota Cuevas de Vera de la Serna, una ricca aristocratica sudamericana, ma nella notte tra il 17 e il 18 giugno dell'anno seguente si uccise con il gas - come aveva descritto in Détour undici anni prima - nella sua casa parigina, a pochi giorni dall'apertura del congresso dell'AEAR al quale aveva tentato, invano, di far partecipare Breton, escluso da Ehrenburg, capofila della delegazione russa, per averlo schiaffeggiato pubblicamente in Boulevard Montparnasse.
Venne sepolto nel Cimitero di Montrouge.

## Ritratti
Dotato di una bellezza che è stata definita "quasi imbarazzante", Crevel è stato ritratto da celebri artisti, fra i quali Salvador Dalí , André Masson , Man Ray  e Jacques-Émile Blanche , oltre ovviamente che dal suo già citato compagno Eugene MacCown.

## Opere
- Détours (1924). (traduzione italiana e prefazione di Angelo Mainardi, illustrazioni di Morgan Mainardi: "Détours", Kami Edizioni, Roma, 2005 - ISBN 88-89564-09-1
- Mon Corps et moi (1925) (traduzione italiana di Paola Dècina Lombardi, Il mio corpo ed io, Elliot, Roma, 2016).
- La Mort difficile (1926) (traduzione italiana: La morte difficile, Einaudi, Torino 1992 ISBN 88-06-12457-9).
- Babylone (1927) (traduzione italiana e saggio introduttivo di Tania Collani: Babilonia, Clueb, Bologna, 2007 ISBN 978-88-491-2723-2).
- L'Esprit contre la raison (1928) (traduzione italiana di Claudina Fumagalli: Lo spirito contro la ragione e altri scritti, Medusa Edizioni, Milano 2017 ISBN 978-8876983627) .
- Êtes-vous fous? (1929), un estratto in traduzione è apparso sulla rivista "In forma di parole" Esercizi di francese, Numero primo 1997, pp. 61–68. Traduzione di Mili Romano
- Les Pieds dans le plat (1933).
- Le Roman cassé et derniers écrits (1934-1935).
- Il clavicembalo di Diderot e altri scritti (a cura di Vito Carofiglio), Feltrinelli, Milano 1980.
- Scritti d'arte (raccolta di scritti tradotti in italiano da Claudina Fumagalli, Medusa Edizioni, Milano 2017, ISBN 978-8876983634).
- Détours ed altri scritti, (a cura di Angelo Mainardi) Robin edizioni, 2020.